# Rolnictwo w Botswanie
Rolnictwo w Botswanie – dział gospodarki Botswany, mający niewielki udział w PKB, ale znaczny w zatrudnieniu. Ze względu na złą politykę rolną rolnictwo znajduje się w stanie stagnacji. Produkcja rolna jest dotowana i limitowana przez rząd za pomocą systemu ISPAAD (Integrated Support Programme for Arable Agriculture Development) wzorowanego na tym stosowanym w Unii Europejskiej. Produkcja zwierzęca jest bardziej intensywna niż roślinna.

## Czynniki fizycznogeograficzne

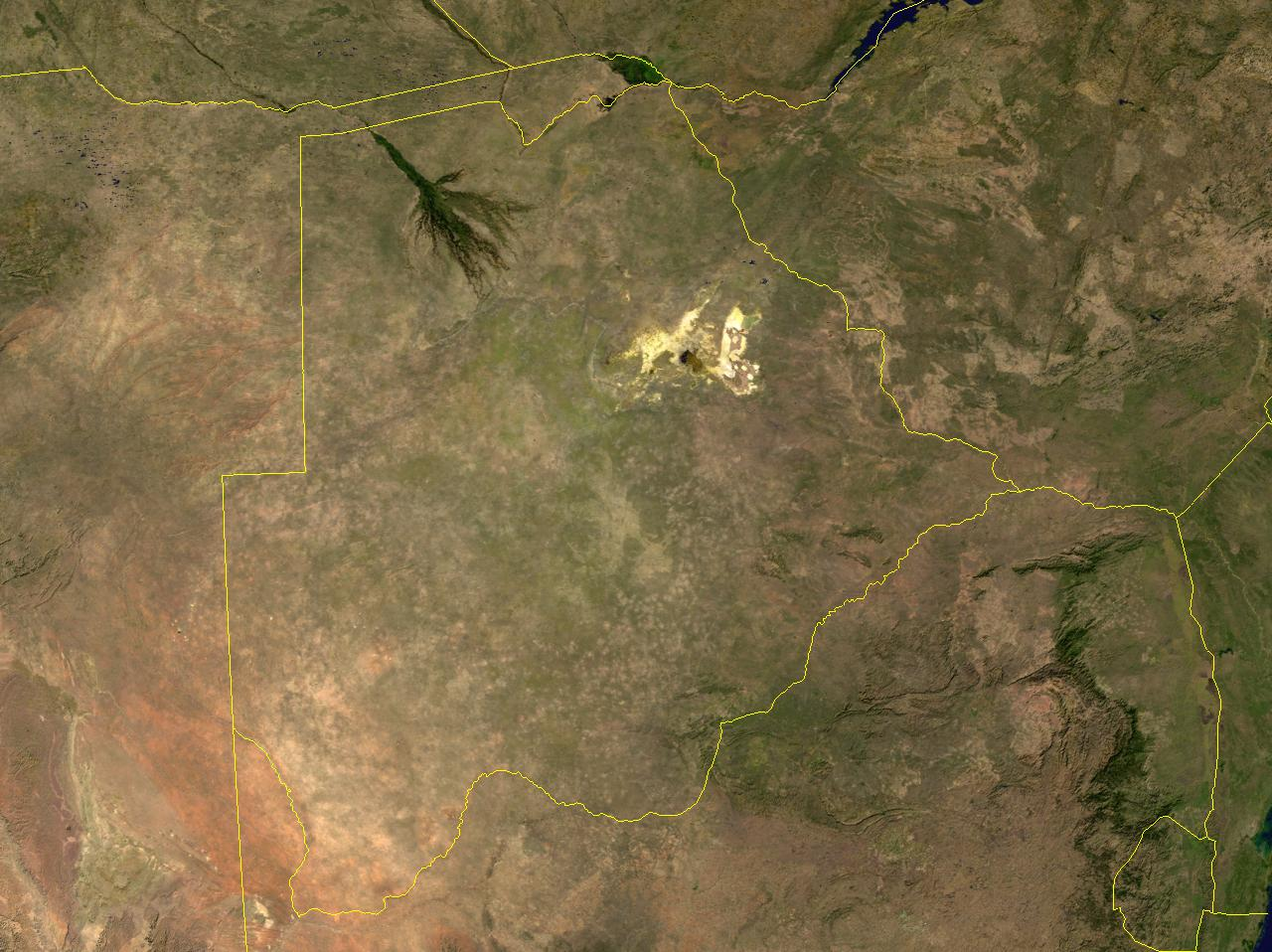
Zdjęcie satelitarne Botswany

Umiejscowienie Kalahari (czerwony – pustynia, czerwony i pomarańczowy kotlina)

### Agroklimat
Botswana leży na półkuli południowej, co powoduje, że pory roku są odwrócone w stosunku do półkuli północnej. Okres wegetacyjny trwa cały rok, zimą lokalnie są notowane jednak nawet przymrozki. Najchłodniejszym miesiącem jest lipiec, natomiast najcieplejszym jest styczeń. Roczna amplituda temperatur jest spora jak na Afrykę. Zimą temperatura średnia wynosi około 12 °C, natomiast latem około 24 °C. Temperatura minimalna spada poniżej 5 °C, natomiast maksymalna jest nie wyższa niż 35 °C. Wysoka temperatura w połączeniu z dużym nasłonecznieniem stwarza korzystne warunki do rozwoju biomasy.
Z drugiej strony znaczna wysokość oraz klimat kontynentalny powodują, że opady są niskie – od 250 do 650 mm rocznie. Największa suma opadów jest notowana na północy, w okolicy delty Okawango, natomiast najniższa na Kalahari. Ogromnym problemem są susze powodujące przeciętnie co 3 lata katastrofalny spadek produkcji rolniczej.  

### Gleby
W Botswanie dominują gleby brunatno-czerwone, czerwono-bure i sawannowe. Na terenie pustyni Kalahari występują typowe gleby pustynne.

### Hydrologia
Przez Botswanę przebiega kontynentalny dział wód. W południowej i centralnej części kraju znajduje się pustynia Kalahari zajmująca znaczną część kraju. Obszar ten jest pozbawiony cieków stałych, a centralna część pustyni również okresowych. Na północy znajduje się wewnętrzna delta Okawango, największa tego typu delta rzeczna na świecie. Na wschodniej części granicy z Republiką Południowej Afryki płynie rzeka Limpopo. Największą rzeką płynącą w całości na terenie kraju jest Botletle.

## Czynniki pozaprzyrodnicze

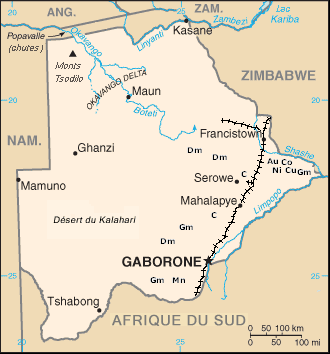
Główne ośrodki górnicze i sieć kolejowa

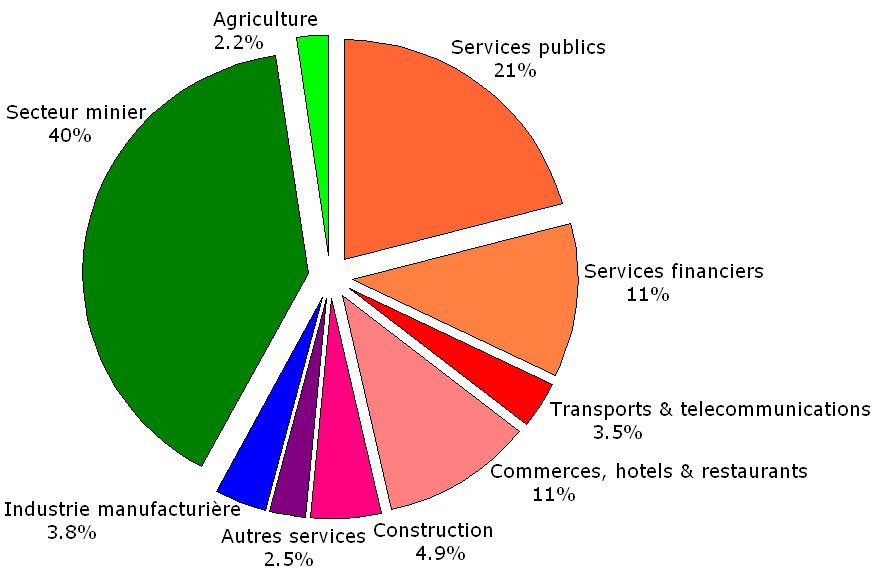
PKB Botswany w 2006 (rolnictwo 2,2% – kolor jasnozielony)

### Poziom rozwoju społeczno-ekonomicznego
Botswana jest średnio rozwiniętym krajem, będącym poniżej średniej światowej, jednakże przewyższa średnią afrykańską. Według współczynnika HDI zajmuje 118. miejsce na 187 sklasyfikowanych państw.
W 1966, kiedy Botswana uzyskała niepodległość, była jednym z najbiedniejszych krajów świata o szczątkowej infrastrukturze, praktycznie bez przemysłu i z nierozpoznanymi zasobami surowców mineralnych. Wówczas aż 40% PKB pochodziło z rolnictwa, a reszta w dużej mierze z pieniędzy przysyłanych z zagranicy, głównie RPA. W 1967 po odkryciu znacznych zasobów mineralnych (głównie miedź i diamenty) Botswana zaczęła się przeistaczać w państwo średnio rozwinięte. Botswana w przeciwieństwie do większości krajów, które szybko się rozwijały, zdołała utrzymać wzrost gospodarczy przez trzy dekady. Na przełomie wieków udział rolnictwa w PKB wynosił tylko 2,7%. Tak niski udział w PKB jest jednak spowodowany w dużej mierze problemami rolnictwa, a nie rzeczywistym rozwojem przemysłu i usług. Rolnictwo daje zatrudnienie ponad 20% mieszkańcom Botswany.

### Urbanizacja i uprzemysłowienie
Botswana jest krajem słabo zurbanizowanym, większość miast znajduje się we wschodniej części kraju, część zachodnia ze względu na pustynność jest praktycznie bezludna. W kraju są tylko dwa miasta ponadstutysięczne.

### Agropolityka
W Botswanie stosuje się system dopłat bezpośrednich oraz limitów podobny do tego w Unii Europejskiej. System Integrated Support Programme for Arable Agriculture Development (ISPAAD) bardziej promuje rolnictwo wielkoobszarowe i przemysłowe . Założeniem tego systemu było zwiększenie dochodów oraz stabilności ograniczającej ryzyko w rolnictwie .
Przed uzyskaniem niepodległości Botswana była eksporterem żywności. Po uzyskaniu niepodległości nieudane reformy oraz słabość ministerstwa rolnictwa spowodowały, że kraj stał się importerem żywności, szczególnie z Republiki Południowej Afryki. Rząd między innymi organizuje skup ziarna, a następnie odsprzedaje je młynom po zawyżonej cenie. Proceder ten powoduje niedofinansowanie rolnictwa i obniżenie plonów. Czasem dochodzi do sytuacji, w której rolnicy sprzedają zboże, które jest wysyłane do RPA, po czym wraca do Botswany kupowane przez miejscowych młynarzy . Dodatkowo niskie limity wynoszące około 80% możliwości produkcyjnych powodują zwiększenie ekstensywności oraz zmniejszanie plonów, szczególnie zbóż .

## Produkcja

### Produkcja roślinna
Powierzchnia gruntów ornych w 2008 wynosiła 278909 ha. Areały upraw wyniosły 226521 ha, natomiast zbiorów 125803 ha.

#### Rośliny korzeniowe
W 2010 największy udział w zbiorach wśród roślin miały rośliny korzeniowe, których zebrano 99,4 tys. ton (11. miejsce na świecie), głównie maniok jadalny.

#### Zboża
Najbardziej rozpowszechnionym zbożem w Botswanie jest sorgo, którego zbiory w 2010 wyniosły 41 tys. ton około 70% zbiorów zbóż  i stanowią około 90% areałów. Klimat Botswany jest zbyt suchy na wiele zbóż, stąd tak wielka popularność sorga oraz prosa. Sorgo jest uprawiane w zasadzie na terenie całego kraju oprócz pustyń oraz obszarów żyźniejszych, na których uprawiana jest kukurydza oraz inne wymagające rośliny . Popularne jest bezglutenowe piwo sorgowe (14. miejsce w świecie), mogące być spożywane także przez chorych na celiakię.
Drugim zbożem jest kukurydza zwyczajna, której zebrano 14,1 tys. ton. Mimo tego kukurydza pełni ważną rolę w wyżywieniu ludności. Kukurydza jest spożywana zarówno przez ludzi jak i są nią skarmiane zwierzęta, głównie kury. Kukurydza jest bardzo chętnie uprawiana przez dużych rolników przemysłowych.
Trzecie miejsce w zbiorach ma proso, którego zbiory wyniosły 1,8 tys. ton. Proso ma podobne wymagania jak sorgo i przed uzyskaniem niepodległości to właśnie proso było głównym zbożem na tym terenie. Roślina ta jest uprawiana głównie na północy kraju .

#### Warzywa i owoce
Warzywa mają duży udział w zbiorach. W Botswanie w 2010 zebrano 27,4 tys. ton warzyw, co powoduje, że ich udział jest większy niż kukurydzy. Udział owoców jest mniejszy – zebrano ich 5,4 tys. ton. Rodzime dla Botswany drzewa owocowe mają jednak istotne znaczenie jako źródło pożywienia w okresach suszy. Należą do nich takie gatunki jak: marula (Sclerocarya birrea), Schinziophyton rautanenii, Vangueria infausta, Strychnos cocculoides, Strychnos spinosa i Azanza garckeana.

### Produkcja zwierzęca
W przeciwieństwie do większości państw afrykańskich większe znaczenie ma produkcja zwierzęca. Największy udział w produkcji w 2010 ma mleko krowie, którego zebrano 114,17 tys. ton. Natomiast, jeśli chodzi o wartość produkcji, pierwsze miejsce zajmuje wołowina i dziczyzna (odpowiednio 36,6 i 23,2 tys. ton). Botswana zajmuje też 5. miejsce w produkcji suszonego mięsa (tradycja biltonga). 
Pogłowie bydła w 2008 wynosiło 2219503 sztuk, z czego 1944375 sztuk posiadali rolnicy tradycyjni natomiast resztę przemysłowi. Pogłowie kóz wynosiło 1878833 sztuk z czego 1840646 posiadali rolnicy tradycyjni. Pogłowie owiec odpowiednio 303238 i 281782 sztuk. Pogłowia w latach 1998-2008 wykazują fluktuacje i brak znaczących trendów.
Ważną częścią produkcji zwierzęcej jest drobiarstwo, głównie hodowla kur. Drób jest głównie hodowany na dużych fermach przemysłowych, zarówno dla jaj, jak i dla mięsa. Drobiarstwo w latach 80. XX wieku zatrudniało 4500 osób, głównie kobiet, w tym względzie przewyższało nawet górnictwo, mające największy udział w PKB. Branża ta później przeżyła lekkie załamanie, jednakże pod koniec pierwszej dekady XXI wieku udział w zatrudnieniu był taki sam jak w latach 80. XX wieku.

## Technika rolna
W Botswanie występują dwa sposoby gospodarowania: tradycyjny i przemysłowy. Gospodarstwa działające w sposób tradycyjny posiadają 92% gruntów. Gospodarstwa przemysłowe jednak zajmują się głównie produkcją zwierzęcą .

## Problemy rolnictwa
Głównym problemem rolnictwa w Botswanie są niekorzystne warunki przyrodnicze, szczególnie na pustyni Kalahari. Tylko 5% powierzchni kraju nadaje się dla rolnictwa. Tereny rolnicze znajdują się w zasadzie tylko w dolinie Limpopo.
Poważnym problemem rolnictwa jest polityka rolna rządu polegająca na nieudolnym kopiowaniu systemu rolnego Unii Europejskiej. Zbyt niskie limity powodują degenerację rolnictwa, szczególnie upraw zbóż .